# فيريس فين
فيريس فين (بالإنجليزية: Ferris Fain)‏ هو لاعب كرة قاعدة أمريكي، ولد في 29 مارس 1921 في سان أنطونيو في الولايات المتحدة، وتوفي في 18 أكتوبر 2001 في جورجتاون (كاليفورنيا) في الولايات المتحدة بسبب ابيضاض الدم.

## وصلات خارجية
- فيريس فين على موقعبيزبول رفرنس.كوم (الدوري الرئيسي) (الإنجليزية)
- فيريس فين على موقعبيزبول رفرنس.كوم (الدوري الثانوي) (الإنجليزية)
- فيريس فين على موقع جمعية أبحاث البيسبول الأمريكية (الإنجليزية)
- فيريس فين على موقع مشجعي الرسوم البيانية (الإنجليزية)